# Karolewka, Warmińsko-Mazurskie
Karolewka [karɔˈlɛfka] là một khu định cư ở khu hành chính của Gmina Bartoszyce, thuộc huyện Bartoszycki, Warmińsko-Mazurskie, ở phía bắc Ba Lan, gần biên giới với tỉnh Kaliningrad của Nga.